# Bandiera di Arun
La bandiera di Arun (阿荣旗S, Āróng QíP) è una bandiera della Mongolia Interna, regione autonoma della Cina. Essa è amministrata dalla prefettura di Hulunbuir.